# Ricardo Walther
Ricardo Walther (* 30. November 1991 in Brühl) ist ein deutscher Tischtennisspieler. Von 2012 bis 2014 und von 2019 bis 2021 spielte er für den deutschen Rekordmeister Borussia Düsseldorf, 2021 wechselte er dann zum zweiten Mal zum ASV Grünwettersbach. Seit 2012 ist er deutscher Nationalspieler und gewann 2022 mit der deutschen Mannschaft Silber bei der WM in China.

## Karriere
Ricardo Walther begann seine Karriere beim TTC Blau-Weiß Brühl-Vochem. Der Rechtshänder gewann 2005 bei den Schüler-Europameisterschaften in Prag mit der Mannschaft die Bronzemedaille.  Mit 15 Jahren wechselte er zum SC Bayer 05 Uerdingen in die 2. Bundesliga. Während dieser Saison gewann Walther das Internationale Turnier der Slowakei der Schüler (U15). Aufgrund des direkten Abstieges der Krefelder wechselte er nach nur einer Saison wieder, dieses Mal zum TTC Hagen. Dort spielte er ebenfalls in der 2. Bundesliga Nord. Nach einer sehr guten Saison an Position 4 machte er auf sich aufmerksam und wurde ein Jahr später vom TTC Ruhrstadt Herne verpflichtet.
Bei den Jugend-Europameisterschaften 2009 in Prag gewann Walther erneut die Bronzemedaille mit der Mannschaft. Im gleichen Jahr errang er mit der Jugend-Nationalmannschaft die Silbermedaille bei den Jugend-Weltmeisterschaften in Cartagena (Kolumbien).
Mit Herne wurde er 2009/10 Meister der 2. Bundesliga Nord, dabei war Walther der beste Spieler im mittleren Paarkreuz der Liga.
Nach der Saison wechselte Walther zum TTC indeland Jülich, weil nach dem Aufstieg seines Klubs in die 1. Bundesliga für ihn die höchste Spielklasse noch zu früh kam.
2008 hatte Walther sich erstmals für die Deutschen Meisterschaften qualifiziert. Er musste allerdings aufgrund eines Ermüdungsbruches im rechten Mittelfuß lange pausieren und sein Debüt bei diesem Turnier verschieben. Ein Jahr später nahm er in Trier dann erstmals an den Deutschen Meisterschaften teil. Nach dem Gruppensieg und einem deutlichen Sieg in der „Runde der letzten 32“ verlor er im Achtelfinale deutlich gegen Bastian Steger mit 0:4 Sätzen.
In seiner ersten Saison beim TTC indeland Jülich spielte Walther an Position 2. Er schaffte es, „seinen“ Meistertitel der 2. Bundesliga Nord zu verteidigen. Allerdings verzichtete Jülich auf den Aufstieg in die 1. Bundesliga. Somit spielte Walther in der Saison 2011/12 wieder in der 2. Bundesliga Nord, dieses Mal an Nummer 1.
Durch Erfolge gegen Top-50-Spieler wie den Hongkong-Chinesen Cheung Yuk, den dritten Platz beim U21-Turnier bei den Austrian Open sowie dem Gewinn des Junioren-Wettbewerbs bei den Swedish Open, verbesserte sich der Jülicher von September bis November in der Weltrangliste um 245 Plätze von Rang 426 auf Position 181.
Zur Saison 2012/13 wechselte Walther zum deutschen Rekordmeister Borussia Düsseldorf in die DTTL. Er ersetzte an Position 4 János Jakab. Dort gewann er am ersten Spieltag gegen Lars Hielscher. In der gesamten Spielzeit kam er in neun Spielen zum Einsatz und wies dabei eine ausgeglichene Bilanz auf. 2013/14 wurde Düsseldorf Deutscher Meister, Walther kam in sieben Spielen zum Einsatz.
Im März 2014 konnte sich Walther zum ersten Mal in den Top 100 der ITTF-Weltrangliste wiederfinden. Nach guten Turnierergebnissen in Dubai und Katar machte er einen deutlichen Sprung und kam so auf Position 98 der Rangliste. Im Mai 2014 gewann Walther sein erstes ITTF-World-Tour-Event. Bei den Croatian Open in Zagreb setzte er sich im Finale mit 4:3 Sätzen gegen den Japaner Masaki Yoshida durch. Damit ist Walther der vierte deutsche Spieler, der ein World-Tour-Turnier gewinnen konnte. 2014 schloss er sich dem TTC Hagen an, 2015 dem TTC Schwalbe Bergneustadt.
2017 wechselte er zum Bundesligisten ASV Grünwettersbach, in diesem Jahr nahm er außerdem zum ersten Mal an einer Team-EM teil und holte Gold mit der deutschen Mannschaft. Im selben Jahr konnte er sich im Doppel mit Ruwen Filus außerdem für die Grand Finals qualifizieren, an denen sie wegen einer Verletzung Walthers aber nicht teilnehmen konnten. Dafür gewannen sie Bronze bei der Europameisterschaft 2018. Im Pokal-Viertelfinale 2018/19 konnte Walther Timo Boll schlagen und trug so zum ersten Halbfinaleinzug des ASV bei. Im Januar 2019 wurde sein Wechsel zurück zu Borussia Düsseldorf bekannt gegeben. 2020 wurde er durch einen Finalsieg über Benedikt Duda zum ersten Mal deutscher Meister im Einzel. Nachdem er 2021 mit Düsseldorf Meister geworden war, kehrte er zum ASV Grünwettersbach zurück.

## Nationalmannschaft
Zum 1. Januar 2012 berief Nationaltrainer Jörg Roßkopf Walther in den B-Kader der deutschen Nationalmannschaft zusammen mit Zoltan Fejer-Konnerth (Grenzau), Ruwen Filus (Grenzau), Philipp Floritz (Plüderhausen), Patrick Franziska (Hanau) und Steffen Mengel (Hanau), nachdem er die letzten Jahre zwar im engen Umfeld des Kaders trainierte und die Lehrgänge besuchte, jedoch offiziell nicht diesem angehörte. Er ersetzt Lars Hielscher.
Am 14. Juli 2012 wurde Walther erstmals in die A-Nationalmannschaft berufen. Im Länderkampf gegen Schweden gewann er gegen Kristian Karlsson.
In einem mannschaftsinternen Qualifikationsturnier für die EM 2015 besiegte er mit Ruwen Filus, Bastian Steger und Steffen Mengel überraschend alle drei Konkurrenten und sicherte sich damit einen Startplatz im Einzel-, Doppel- und Mannschaftswettbewerb.

## Vereine
- 1999–2007:  TTC Blau-Weiß Brühl-Vochem
- 2007–2008:  SC Bayer 05 Uerdingen
- 2008–2009:  TTC Hagen
- 2009–2010:  TTC Ruhrstadt Herne
- 2010–2012:  TTC indeland Jülich
- 2012–2014:  Borussia Düsseldorf
- 2014–2015:  TTC Hagen
- 2015–2017:  TTC Schwalbe Bergneustadt
- 2017–2019:  ASV Grünwettersbach
- 2019–2021:  Borussia Düsseldorf
- seit 2021:  ASV Grünwettersbach

## Statistiken
Ricardo Walther spielt seit 2012 in der deutschen Tischtennis-Bundesliga (TTBL).
Anzahl Spiele:
- Bundesliga (TTBL): 200; Einzelbilanz: 129 Siege – 97 Niederlagen
- Playoffs (TTBL): 2
- DTTB-Pokal: 20
- Champions League: 7
- ETTU Cup: 5
- 2. Bundesliga: 82

(Stand 20. Januar 2025)

## Turnierergebnisse
| Verband | Veranstaltung          | Jahr | Ort          | Land | Einzel     | Doppel     | Mixed | Team   |
| ------- | ---------------------- | ---- | ------------ | ---- | ---------- | ---------- | ----- | ------ |
| GER     | Europameisterschaft    | 2023 | Malmö        | SWE  |            |            |       | Silber |
| GER     | Europameisterschaft    | 2018 | Alicante     | ESP  | letzte 16  | Halbfinale |       |        |
| GER     | Europameisterschaft    | 2017 | Luxemburg    | LUX  |            |            |       | Gold   |
| GER     | Europameisterschaft    | 2015 | Ekaterinburg | RUS  | letzte 32  | letzte 16  |       | Silber |
| GER     | ITTF Challenge Series  | 2018 | Zagreb       | HRV  | Silber     | Halbfinale |       |        |
| GER     | ITTF Challenge Series  | 2017 | De Haan      | BEL  | Halbfinale | Gold       |       |        |
| GER     | WTT Series (Contender) | 2024 | Lagos        | NGR  | Silber     |            |       |        |
| GER     | ITTF World Tour        | 2018 | Olmütz       | CZE  | letzte 16  | Halbfinale |       |        |
| GER     | ITTF World Tour        | 2017 | Linz         | AUT  | letzte 32  | Silber     |       |        |
| GER     | ITTF World Tour        | 2017 | Neu-Delhi    | IND  | letzte 16  | Silber     |       |        |
| GER     | ITTF World Tour        | 2016 | Zagreb       | HRV  | letzte 32  | Halbfinale |       |        |
| GER     | ITTF World Tour        | 2016 | Doha         | QAT  | letzte 32  |            |       |        |
| GER     | ITTF World Tour        | 2015 | Stockholm    | SWE  | letzte 64  |            |       |        |
| GER     | ITTF World Tour        | 2015 | Warschau     | POL  | letzte 64  |            |       |        |
| GER     | ITTF World Tour        | 2015 | Zagreb       | HRV  | letzte 64  |            |       |        |
| GER     | ITTF World Tour        | 2015 | Minsk        | BLR  | letzte 32  |            |       |        |
| GER     | ITTF World Tour        | 2015 | Kuwait-Stadt | KUW  | letzte 16  |            |       |        |
| GER     | ITTF World Tour        | 2014 | Stockholm    | SWE  | letzte 64  |            |       |        |
| GER     | ITTF World Tour        | 2014 | Olmütz       | CZE  | letzte 16  |            |       |        |
| GER     | ITTF World Tour        | 2014 | Zagreb       | HRV  | Gold       |            |       |        |
| GER     | ITTF World Tour        | 2014 | Doha         | QAT  | letzte 32  |            |       |        |
| GER     | ITTF World Tour        | 2014 | Kuwait-Stadt | KUW  | letzte 32  |            |       |        |
| GER     | ITTF World Tour        | 2012 | Poznań       | POL  | letzte 64  |            |       |        |
| GER     | ITTF World Tour        | 2012 | Olmütz       | CZE  | letzte 64  |            |       |        |
| GER     | ITTF Pro Tour          | 2011 | Stockholm    | SWE  | letzte 32  |            |       |        |
| GER     | Weltmeisterschaft      | 2025 | Doha         | QAT  | letzte 64  |            |       |        |
| GER     | Weltmeisterschaft      | 2022 | Chengdu      | CHN  |            |            |       | Silber |

## Erfolge
- Vize-Weltmeister (Mannschaft) 2022
- Europameister (Mannschaft) 2017
- EM-Bronze im Doppel (mit Ruwen Filus) 2018
- Champions-League-Sieger 2021 (Borussia Düsseldorf)
- Deutscher Meister (Einzel) 2020
- Deutscher Meister (Doppel) 2024, 2017, 2016
- Deutscher Meister (Mannschaft) 2021, 2014
- Deutscher Pokalsieger (Mannschaft) 2021, 2014, 2013
- ITTF Croatian Open Sieger 2014
- WTT Feeder Düsseldorf Doppel Sieger 2024
- WTT Contender Nigeria Finalist 2024